# 가가미촌 (사가현)
가가미촌(일본어: 鏡村)은 일본 사가현 히가시마쓰우라군에 설치되었던 촌이다. 현재의 가라쓰시에 해당한다.